# Kronokvarnen i Lyckeby

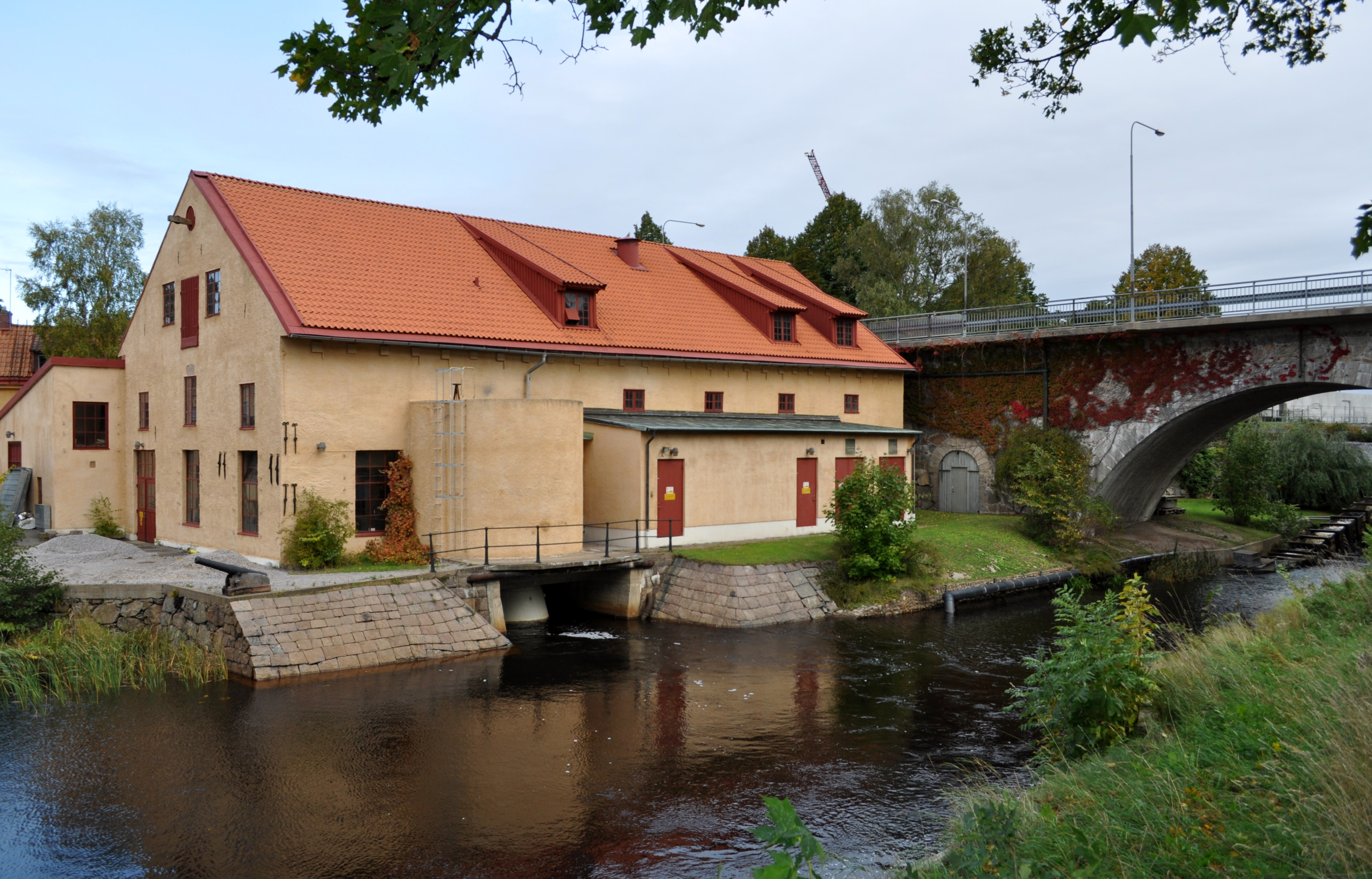
Kronokvarnen

Kronokvarnen är en vattenkvarn och byggnadsminne i Lyckeby, Karlskrona kommun, som tar sin kraft från Lyckebyån. 
Den är en del av världsarvet Örlogsstaden Karlskrona.

## Historia
Kvarnen började byggas på 1710-talet och 1721 stod den färdig. Samma årtionde som uppförandet av kvarnen påbörjades byggdes också en damm med ett vattenverk, utformad av Christopher Polhem, vid Lyckebyåns nedre fall för att driva kvarnen. 
Innan kvarnen byggdes hade Karlskrona erhållet leveranser av mjöl till kronobagerierna på Stumholmen och Trossö från kronokvarnar i Stockholm, den nya kvarnen underlättade till stor del försörjningen av Flottan då mjölet nu kunde malas på mycket närmare håll. Kvarnen har vid ett flertal tillfällen byggts om och moderniserats men har behållit mycket av det ursprungliga utseendet. 
En stenbro, ritad av Daniel af Thunberg, byggdes några årtionden senare, på 1780-talet som förbindelse över Lyckebyån. Vid denna tid hade många viktiga tidiga industrier byggts upp i området,bland annat ett stenpappersbruk ägt av Arvid Faxe, en kronsmedja och en segelduksfabrik, dessa drevs av Amiralitetskollegiet. Även stenbron har renoverats ett flertal gånger, senast år 1973. Trots detta är bron ett gott och välbevarat exempel på 1700-talets vattenbyggnadsteknik i Sverige.
Kronokvarnen och stenbron över Lyckebyån utsågs till byggnadsminnen år 1995. 